# Хеберле, Эрвин
Эрвин Хеберле (нем. Erwin J. Haeberle, 30 марта 1936 года, Дортмунд, Германия — 1 октября 2021 года) — немецкий сексолог.

## Биография
Хеберле учился в университетах Кёльна, Фрайбурга, Глазго, в Корнелле и в Гейдельберге. В Гейдельбергском университете в 1966 году он защитил диссертацию по американистике. В 1966—1968 и в 1970—1971 годы Хеберле работал в Йельском университете (американистика) и в 1968—1969, 1971—1972 — в Беркли (кореанистика и японистика).
В 1977 году в Сан-Франциско Хеберле защитил диссертацию по сексологии, после чего он работал в Университете штата Калифорния в Сан-Франциско на факультете человеческой сексуальности (1983—1984). Кроме того он читал лекции в качестве гостевого профессора в Университете Женевы и в Кильском университете. Во время своего нахождения в США Хеберле также работал в качестве сотрудника Института Кинси и Индианского университета в Блумингтоне.
В 1988 году Хеберле вернулся в Германию и возглавил информационный отдел СПИД-центра Федерального ведомства здравоохранения ФРГ в Берлине. Кроме того, учёный читал лекции в качестве гостевого профессора в Гумбольдтском университете и Свободном университете Берлина. В 1994 году Хеберле основал сексологический архив в Институте Роберта Коха в Берлине, который в 2001 году был перенесён в Гумбольдтский университет.